# 1945 en chimie
Cet article présente les faits marquants de l'année 1945 en chimie.

## Évènements
- Felix Bloch et Edward Mills Purcell développent le procédé de résonance magnétique nucléaire, une technique importante d'analyse des structures des molécules en chimie organique[1].

- Le prométhium est isolé et identifié pour la première fois à l'Oak Ridge National Laboratory au Tennessee par Jacob A. Marinsky, Lawrence E. Glendenin (en) et Charles D. Coryell en séparant et analysant les produits de fission de l'uranium irradié dans le réacteur graphite X-10[2]. La découverte est annoncée pour la première fois lors d'une réunion de l'American Chemical Society à New York en septembre 1947[3]. Cette découverte comble un « vide » dans la classification périodique des éléments[4].
- Mars : découverte de l'Americium (Am), élément chimique de numéro atomique 95, par Glenn T. Seaborg, Leon Morgan (de), Ralph A. James, et Albert Ghiorso[5].
- Mai : les biochimistes britanniques Dorothy Crowfoot Hodgkin et Barbara Low déterminent par la cristallographie aux rayons X à Oxford la structure β-lactame de la pénicilline à la demande d'Ernst Boris Chain[6].
- 23 juillet : les biochimistes Harry Carlisle et Dorothy Crowfoot Hodgkin publient dans les Proceedings of the Royal Society la première structure moléculaire tridimensionnelle d'un stéroïde, l'iodure de cholestérol[7].

## Prix
- Prix Nobel de chimie : Artturi Ilmari Virtanen pour ses recherches et ses inventions en chimie agricole et alimentaire, et spécialement pour sa méthode de conservation du fourrage[8].
- ACS Award in Pure Chemistry : Frederick T. Wall[9]
- Médaille Priestley : Ian Heilbron[10],[11],[12]
- Médaille Davy : Roger Adams en reconnaissance de ses recherches approfondies dans le domaine de la chimie organique et de ses récents travaux dans le domaine des alcaloïdes[13],[14].
- Médaille William-H.-Nichols : Vincent du Vigneaud[15]

## Naissances
- 4 janvier : Richard R. Schrock, chimiste américain, prix Nobel de chimie en 2005.
- 7 janvier : Marie-Paule Pileni, physico-chimiste française.
- 24 février : Daniel Mansuy, chercheur et chimiste français.
- 3 juin : Albina Africano, chimiste et femme politique angolaise, ancienne Ministre du Pétrole et de l'Industrie dans le gouvernement de l'Angola.
- 7 septembre : Michele Parrinello, chimiste et physicien italien.

## Décès
- 6 janvier[16] : Vladimir Vernadsky (né en 1863), minéralogiste et chimiste russe.

- 25 février : Heinrich Kiliani (né en 1855), chimiste allemand.

- 31 mars[17] : Hans Fischer (né en 1881), chimiste allemand.
- 20 avril[18] : Paul Nicolardot (né en 1871), chimiste français.
- 20 mai :
  - Aleksandr Fersman (né en 1883), géochimiste et minéralogiste soviétique.
  - Marc Tiffeneau[19] (né en 1873), chimiste, pharmacologiste et médecin français.
- 23 mai : Martin Onslow Forster (né en 1872), chimiste britannique.
- 24 septembre[20] : Hans Geiger (mort en 1945), physicien allemand qui a inventé avec Walther Müller le compteur Geiger en 1928, compteur dont il imagine le principe dès 1913.
- 6 novembre[21] : Eugene Cook Bingham (né en 1878), professeur et chimiste américain.

- 20 novembre[22] : Francis William Aston (né en 1877), chimiste anglais, prix Nobel de chimie en 1922[23].
- 25 novembre[24] : Georges Charpy (né en 1865), chimiste français.
- 9 décembre[25] : Alfred Lucas (né en 1867), chimiste et égyptologue britannique.